# Große Seen

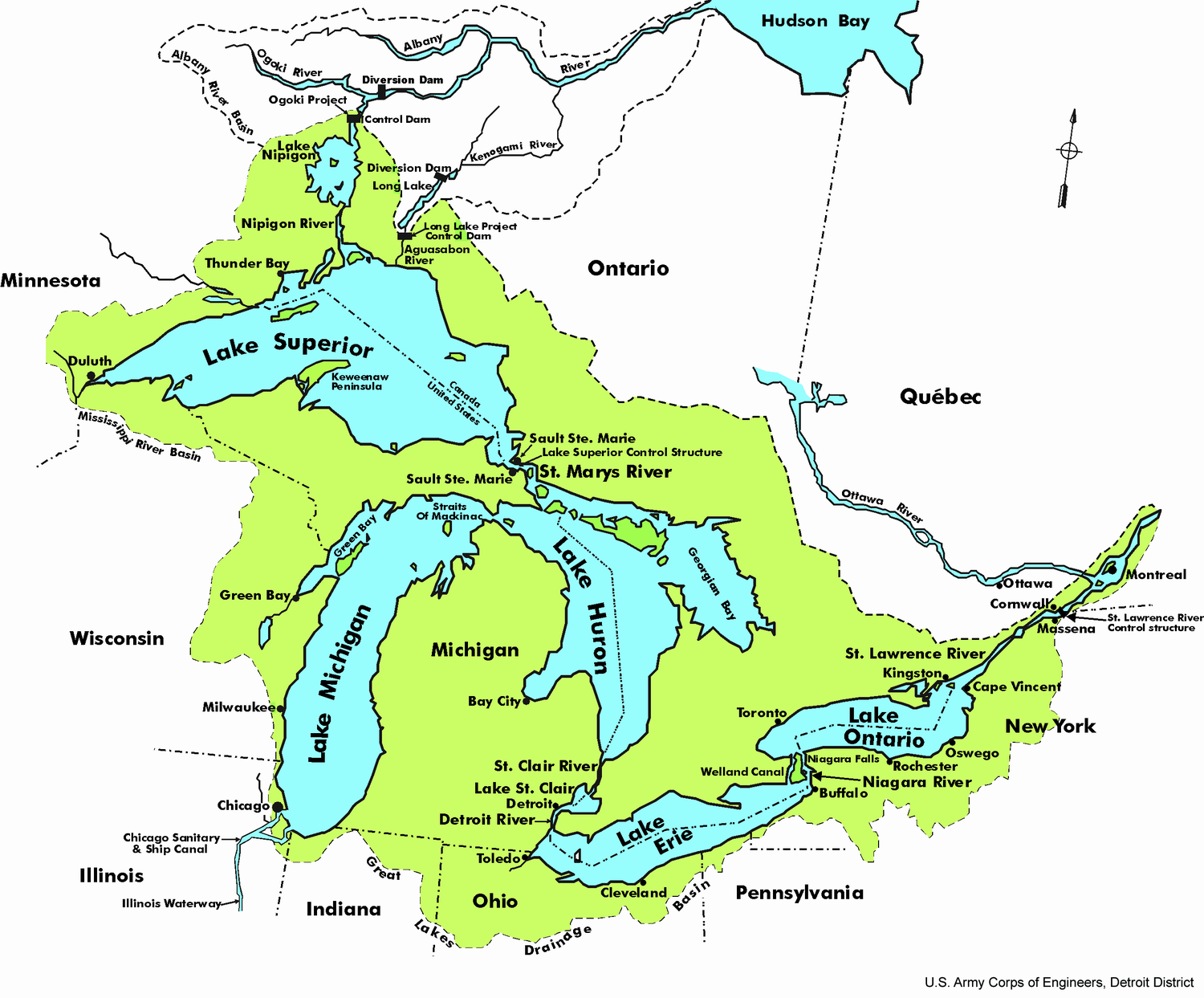
Karte der Großen Seen und deren Einzugsgebiet (grün)

Die Großen Seen (englisch Great Lakes) sind eine Gruppe von fünf zusammenhängenden Süßwasserseen in Nordamerika im Grenzgebiet zwischen den USA und Kanada. Dazu gehören der Obere See (Lake Superior), der Huronsee (Lake Huron), der Michigansee (Lake Michigan), der Eriesee (Lake Erie) und der Ontariosee (Lake Ontario).
Nach ihren Flächen sind sie das größte, nach ihren Volumina das zweitgrößte Süßwasserseen-System der Erde, knapp hinter dem Baikalsee, der weniger ausgedehnt, aber wesentlich tiefer ist. Wie fast alle Seen in oder nahe der borealen Ökozone sind sie nach der letzten Eiszeit entstanden. Die Großen Seen entwässern gemeinsam eine Fläche von 765.000 km² (3,1 Prozent der Fläche Nordamerikas) über den Sankt-Lorenz-Strom in den Nordatlantik.
Der Titel „Große Seen“ darf nicht darüber hinwegtäuschen, dass es in Kanada noch drei Seen gibt, die jeweils größer sind als der kleinste der Großen Seen, der Ontariosee: Das sind der Große Bärensee (31.153 km²), der Große Sklavensee (27.048 km²) und der Winnipegsee (24.420 km²).

## Geographie

Höhenprofil der Großen Seen und des Sankt-Lorenz-Stroms

Hydrologisch gesehen bilden Huron- und Michigansee zusammen ein einziges, zusammenhängendes Gewässer mit der nur acht Kilometer breiten Mackinacstraße als Engstelle. Der Michigansee liegt als einziger der Großen Seen vollständig auf dem Gebiet der Vereinigten Staaten, alle anderen reihen sich entlang der kanadisch-US-amerikanischen Grenze.
Der größte Höhenunterschied zwischen den einzelnen Seen liegt bei etwa 110 Meter. Davon entfallen etwa 51 Meter auf die Niagarafälle zwischen Erie- und Ontariosee. Aufgrund ihrer Größe entstehen auf den Großen Seen Gezeiten von bis zu fünf Zentimeter Höhe. Diese sind aber vernachlässigbar gegenüber den Schwankungen von max. zwei Metern, die durch Wettereinflüsse entstehen.
Das Gebiet der Großen Seen zählt über 35.000 Binneninseln und Binnen-Inselgruppen. Manitoulin Island im kanadischen Teil des Huronsees ist die mit 2.766 Quadratkilometern flächenmäßig die größte Binnenseeinsel der Erde.
Im Winter erzeugt die Wasseroberfläche der Großen Seen den Lake Effect, der dadurch entstehende Snow Belt erstreckt sich über fünf Bundesstaaten.

## Geologie

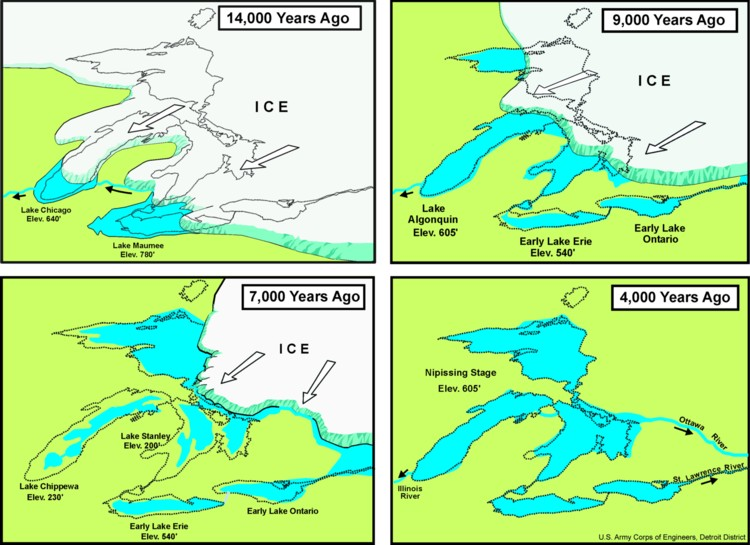
Der Rückzug der Vereisung im Gebiet der Großen Seen vor 14.000 bis 4.000 Jahren

Die Umgebung der Großen Seen und das Tiefland des Sankt-Lorenz-Stromes sowie seine sich noch weithin im Schelf untermeerisch fortsetzende Trichtermündung stellen geologisch eine Einheit dar.
Glaziale Ausräumung, Auflagerung von Moränenschutt und Krustenbewegungen bestimmen die Gestalt des Seengebietes, dessen Hohlformen allerdings schon durch großräumige tektonische Einmuldungen im Tertiär und zu Beginn des Pleistozäns angelegt wurden.
Eine mächtige paläozoische Schichtenfolge, die aus verschiedenen widerstandsfähigen Sandsteinen und Kalken bestehende Onondaga-Formation, umrahmt die Seen im Süden. Zwischen Ontario- und Eriesee und nördlich des Michigansees erstreckt sich die aus hartem Dolomitgestein und weichem Schiefer bestehende Niagara-Schichtstufe. Am Nordrand der Großen Seen tritt der Kanadische Schild an die Oberfläche.

## Vergleich der Seen

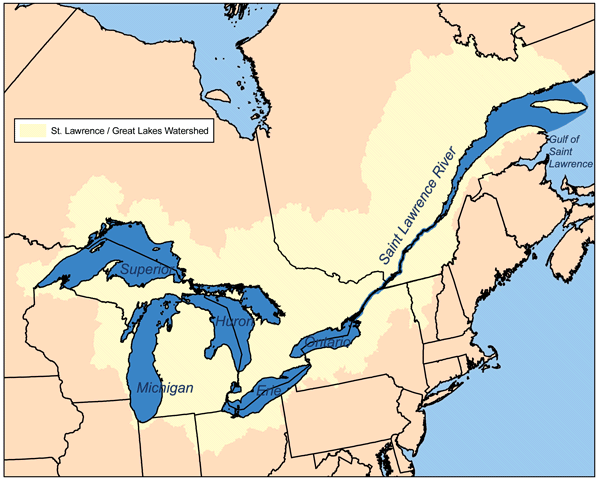
Große Seen und Sankt-Lorenz-Strom

| See                                 | Oberer See                          | Huronsee                         | Michigansee                 | Eriesee                          | Ontariosee                     | gesamt                             |
| ----------------------------------- | ----------------------------------- | -------------------------------- | --------------------------- | -------------------------------- | ------------------------------ | ---------------------------------- |
|                                     |                                     |                                  |                             |                                  |                                |                                    |
| Oberfläche Anteil USA Anteil Kanada | 82.103 km² 52.256 km² 29.847 km²    | 59.586 km² 23.235 km² 36.351 km² | 58.016 km² 58.016 km² 0 km² | 25.667 km² 12.945 km² 12.722 km² | 19.011 km² 9.042 km² 9.969 km² | 244.383 km² 155.494 km² 88.889 km² |
| Wasservolumen                       | 12.100 km³                          | 3.540 km³                        | 4.918 km³                   | 484 km³                          | 1.639 km³                      | 22.681 km³                         |
|                                     |                                     |                                  |                             |                                  |                                |                                    |
| Höhe über Meeresspiegel             | 183 m                               | 176 m                            | 176 m                       | 174 m                            | 75 m                           |                                    |
| Durchschnittliche Tiefe             | 149 m                               | 59 m                             | 85 m                        | 19 m                             | 86 m                           |                                    |
| Maximale Tiefe                      | 406 m                               | 229 m                            | 282 m                       | 64 m                             | 244 m                          |                                    |
|                                     |                                     |                                  |                             |                                  |                                |                                    |
| Millionenstädte                     |                                     |                                  | Chicago                     |                                  | Toronto                        |                                    |
| Großstädte (ab 300.000)             |                                     |                                  | Milwaukee                   | Cleveland                        | Mississauga Hamilton           |                                    |
| (ab 100.000) (unter 100.000)        | Thunder Bay Duluth Sault Ste. Marie | Sarnia                           | Green Bay Gary              | Buffalo Toledo Erie              | Rochester Oshawa Kingston      |                                    |

## Wirtschaft und Infrastruktur
Die Großen Seen sind ein wichtiges Reservoir für die Wasserversorgung der USA und Kanadas. Mit etwa 244.000 Quadratkilometern bilden sie die größte Süßwasserfläche der Erde. Der Baikalsee ist zwar viel kleiner (31.722 km²), enthält aber wegen seiner großen Tiefe mehr Süßwasser als die Großen Seen.
Durch die starke Besiedlung und Industrialisierung des Gebiets kam es zu einer immer höheren Schadstoffbelastung und zur Massenvermehrung von eingeschleppten Tier- und Pflanzenarten, zum Beispiel dem Meerneunauge, der Schwarzmund-Grundel und der Dreikantmuschel. Die USA und Kanada schlossen am 1. April 1972 ein Wasserschutzabkommen (Great Lakes Water Quality Agreement); es wurde 1978 überarbeitet und 1987 und 2012 ergänzt. Die International Joint Commission erforscht und dokumentiert die Entwicklung der Biotope und der Wasserqualität. 1972 trat in den USA der Clean Water Act zum Schutz von Oberflächengewässern in Kraft.
Der 1848 fertiggestellte Illinois Waterway, ein 541 km langes System von Flüssen und Kanälen zwischen dem Michigansee und dem Mississippi River, ermöglicht es Binnenschiffen, bis zum Golf von Mexiko zu fahren.
In den 1930er Jahren wurde der Ogoki River zum Ogoki Reservoir aufgestaut, um Wasser über den Nipigonsee an den Oberen See zu leiten. Somit besteht seither auch eine hydrologische Verbindung zum Albany River und damit zur Hudson Bay, diese wird jedoch wirtschaftlich nicht genutzt.
In den Jahren 1951 bis 1959 wurde der Sankt-Lorenz-Seeweg zwischen dem Oberen See und Montreal ausgebaut; seitdem können auch Hochseeschiffe (Seawaymaxklasse oder kleiner) vom Atlantischen Ozean bis zu 3700 Kilometer in das Landesinnere Nordamerikas fahren. Auf den Seen verkehren zahlreiche Massengutschiffe (englisch Lake freighter, siehe Große-Seen-Schiff und Interlake Steamship Company).

## Biologie
Die Niagarafälle stellten bis zur Fertigstellung des Wellandkanals eine Barriere für Meeresfische dar. Seitdem konnte u. a. das Meerneunauge, ein bis zu einem Meter großer fischähnlicher Parasit, in die vier oberen Großen Seen gelangen und bereitet durch invasive Vermehrung im dortigen Ökosystem Probleme.

## Namen und Geschichte
Die großen Seen lagen bei der Eroberung Nordamerikas durch die Europäer anfangs vor allem im französischen Einflussgebiet und Richtung Südosten im Bereich der erstarkenden Föderation der Irokesen, die sich lange eine Eigenständigkeit bewahren konnten. Dadurch erhielten die Seen zu Beginn auch eher französisch geprägte Namen und später, mit dem zunehmenden Einfluss der Engländer auch ihre heutigen, allgemein bekannten, Namen.
Die folgende Tabelle zeigt diese Entwicklung auf:
| Dt. Name    | Engl. Name    | Frz. Name     | Früherer frz. Name          | Früher frz. beschreibend | Früher frz. indianisch | Früher engl. indianisch | Jahr der Entdeckung | Entdecker     |
| ----------- | ------------- | ------------- | --------------------------- | ------------------------ | ---------------------- | ----------------------- | ------------------- | ------------- |
| Oberer See  | Lake Superior | Lac Supérieur | Lac de Tracy/Lac de Condé   |                          |                        |                         | um 1622             | Jean Nicolet  |
| Huronsee    | Lake Huron    | Lac Huron     | Lac d'Orléans               | Mer douce des Hurons     | Karegnon/Kareonondi    |                         | um 1615             | Etienne Brulé |
| Michigansee | Lake Michigan | Lac Michigan  | Lac Dauphin                 | Lac des Illinois         |                        |                         | um 1636             | Jean Nicolet  |
| Eriesee     | Lake Erie     | Lac Érié      | Lac Conty                   | Lac Érié/Lac du Chat     |                        | Okswego                 | um 1615             | Etienne Brulé |
| Ontariosee  | Lake Ontario  | Lac Ontario   | Lac Frontenac/Lac St. Louis | Lac des Iroquois         | Skandinario/Ondiario   | Katarakui               | um 1615             | Etienne Brulé |